# Nectria galligena

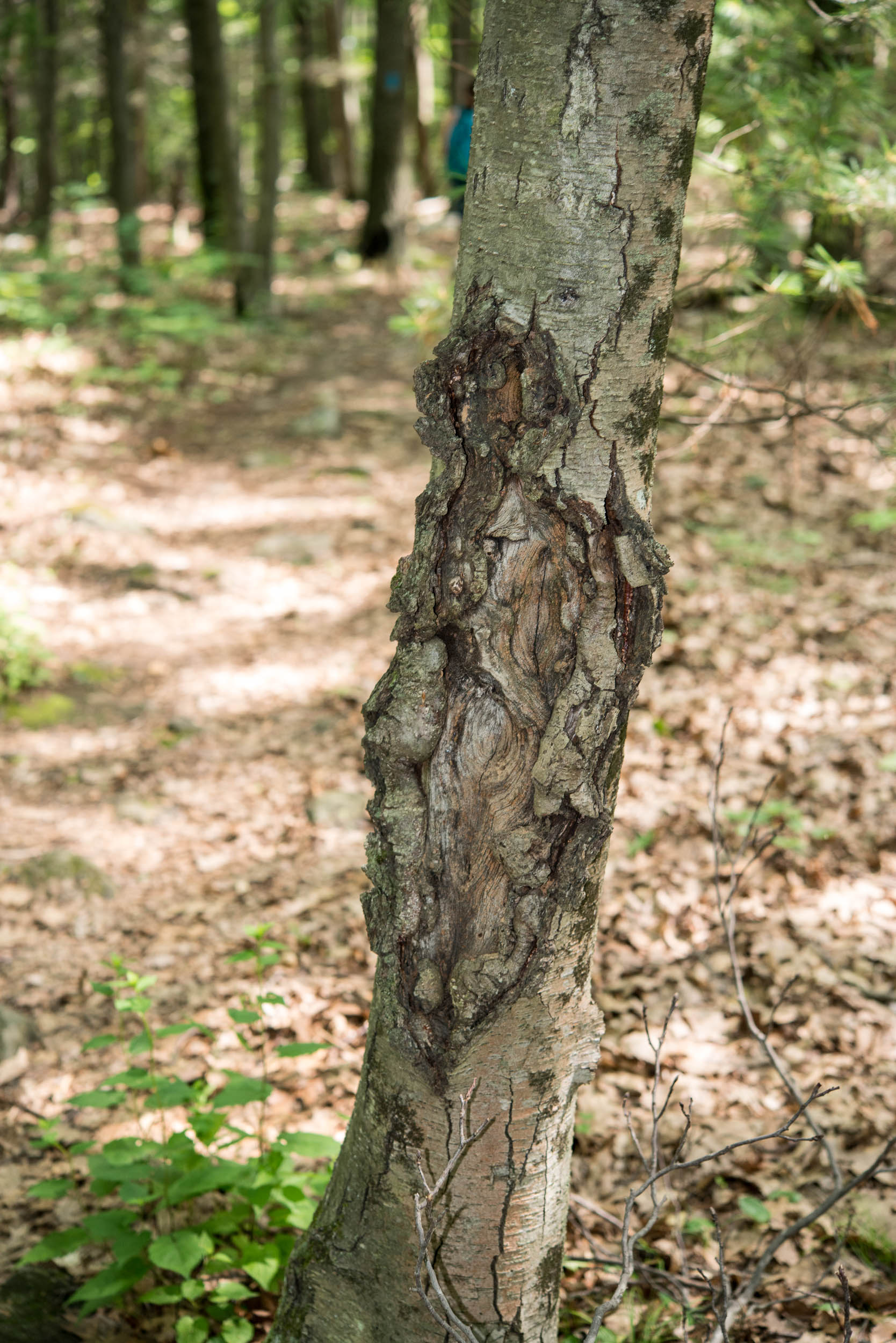
N. galligena xancre del tronc

Neonectria galligena o Nectria galligena és un fong fitopatogen. Causa el xancre que fa morir les branques o el tronc dels arbres.

## Gestió d'aquesta malaltia
N. galligena és un patogen difícil d'erradicar,tanmateix hi ha diverses tècniques per tal d'evitar que s'estengui. Es fan servir una combinació de pràctiques de cultiu (arbres adaptats al clima, espora adequada amb desinfecció de les tisores)i químiques (fungicides aplicats com la mescla de carbendazim i dithianon, coure).